# Chiselhampton
Chiselhampton är en by i civil parish Stadhampton, i distriktet South Oxfordshire, i grevskapet Oxfordshire, i England. Byn är belägen 10 km från Oxford. Chislehampton var en civil parish fram till 1932 när blev den en del av Stadhampton. Civil parish hade 136 invånare år 1931.